# Ass (viktmått)
Ass var en i hela Europa, särskilt under 1600-talet och 1700-talet, mycket använd viktenhet, motsvarande 48,042 milligram. Viktenheten hade sitt ursprung i vikten hos det romerska myntet As.
I Sverige brukades det så kallade troyska asset (även kallat holländska asset  ) både som guldvikt och viktualievikt. Asset infördes genom en resolution 27 april 1667 som laglig definition av andra vikter genom att 1 skålpund viktualievikt bestämdes skulle väga 8 848 ass och 1 markpund 7 078 ass.